# ヘッドコーチ
ヘッドコーチ（英語: head coach）とは、スポーツにおいて選手を指導するコーチの一番上に立つ役職。ただし、組織の区切り方によって位置づけは異なる。

## 概要
スポーツのリーダーに与えられる肩書きとしては、監督、ヘッドコーチ、キャプテン、バイスキャプテン、ポジションリーダーなどがあるが、これらは組織の区切り方によって位置づけが異なる。アメリカンフットボールなどヘッドコーチと「監督」の地位が分離しておらず同義で使われることもあれば、野球・サッカーなど監督とヘッドコーチを別の役職となっている場合もある。これらは「監督」を「コーチ」の範疇に含めるかどうかの解釈に左右される（ヘッドコーチが別にいる場合、監督とコーチをまとめて「首脳陣」と表現することが多い）。
また、ラグビーユニオンでは、ディレクターとヘッドコーチを分ける場合がある。ディレクターは、クラブのユースチームからトップチームまですべて統括する一方で、ヘッドコーチはトップチームのみのを率いることが多い。日本国内では、ラグビーで、監督の下にヘッドコーチという役職を置いている場合は、本場のラグビーの慣習からではなく、日本プロ野球の監督の下にヘッドコーチがあるという一種の誤解から生まれているようである。海外では、ディレクターとヘッドコーチを分ける場合あり、日本での監督とヘッドコーチの役割に近い場合が多い。

## バスケットボール
特にバスケットボールの場合、「ヘッドコーチ」の立ち位置がより明確化されており、地位も高い。ただし、チームによってはヘッドコーチの上に「スーパーバイジングコーチ」「エグゼクティブコーチ」などの役職を置く場合もある。また、基本的には各チームに必ず1人存在するが、ごく稀にヘッドコーチを置かず「アソシエイトコーチ」が代行的に指揮を執る場合もある（一時期の和歌山トライアンズが一例）。かつては他のスポーツ同様「監督」と呼ばれていたが、国際バスケットボール連盟（FIBA）により現場の指揮官を指す呼称として「ヘッドコーチ」と統一された。
バスケットボールの「監督」は「ゼネラルマネージャー」あるいは「総監督」とヘッドコーチの間に位置する役職を指すことが多い。ただし、学生などではヘッドコーチの該当者をそれまで通り「監督」と呼ぶケースが多い。

## 野球
野球では基本的に監督の次に立つ役職であり、主な役割としては作戦面を担当し、監督に状況に応じた助言を提供することである。また監督が出場停止や退場処分になったり、個人的な理由で試合に出場出来ない場合は監督代行を務める。ヘッドコーチのポストは必ずしも置かれる訳ではない。MLBでは日本のようなヘッドコーチはなくこれに近いものとして「ベンチコーチ」または「ダッグアウトコーチ」の役職が存在するが、どちらかといえば作戦担当に重きが置かれる。また、肩書きを「総合コーチ」「チーフコーチ」としているチームも見られるほか、チームによってはヘッドコーチと総合コーチの両方が存在しているチームもあり、この場合はヘッドコーチの方が立場は上である。2009 ワールド・ベースボール・クラシック日本代表では伊東勤が「総合コーチ」に就任した。

### 日本プロ野球（NPB）
セントラル・リーグ
| 球団                   | コーチ   | 備考                                 |
| ---------------------- | -------- | ------------------------------------ |
| 読売ジャイアンツ       | 二岡智宏 | 打撃チーフコーチ兼任                 |
| 阪神タイガース         | （なし） | 藤本敦士総合コーチがヘッドコーチ格   |
| 中日ドラゴンズ         | （なし） |                                      |
| 横浜DeNAベイスターズ   | （なし） | 進藤達哉ベンチコーチがヘッドコーチ格 |
| 広島東洋カープ         | 藤井彰人 |                                      |
| 東京ヤクルトスワローズ | 嶋基宏   |                                      |

パシフィック・リーグ
| 球団                         | コーチ   | 備考 |
| ---------------------------- | -------- | ---- |
| オリックス・バファローズ     | 水本勝巳 |      |
| 福岡ソフトバンクホークス     | 奈良原浩 |      |
| 北海道日本ハムファイターズ   | 林孝哉   |      |
| 千葉ロッテマリーンズ         | サブロー |      |
| 埼玉西武ライオンズ           | 鳥越裕介 |      |
| 東北楽天ゴールデンイーグルス | （なし） |      |

## サッカー
サッカーも野球同様、監督に次ぐ役職として置くことが多い。ただし、クラブによってはヘッドコーチ職を置く場合と置かない場合に分かれる。また、代表チームの場合、「ヘッドコーチ」「コーチ」は監督を指す呼称として使われ、その下の役職は通常「アシスタントコーチ」と呼ぶ。

### Jリーグ
- 北海道コンサドーレ札幌：なし
- ヴァンラーレ八戸：東純一郎
- いわてグルージャ盛岡：高崎康嗣
- ブラウブリッツ秋田：なし
- ベガルタ仙台：なし
- モンテディオ山形：なし
- 福島ユナイテッドFC：なし
- いわきFC：なし
- ザスパクサツ群馬：氏家英行
- 栃木SC：鈴井智彦
- 水戸ホーリーホック：森直樹
- 鹿島アントラーズ：なし
- 浦和レッズ：なし
- 大宮アルディージャ：海本慶治
- 柏レイソル：布部陽功
- ジェフユナイテッド市原・千葉：小倉勉
- 東京ヴェルディ：なし
- FC東京：なし
- FC町田ゼルビア：村主博正
- 川崎フロンターレ：なし
- 横浜F・マリノス：マルク・レヴィ
- 横浜FC：増田功作
- Y.S.C.C.横浜：なし
- 湘南ベルマーレ：高木理己
- SC相模原：鷲田雅一
- ヴァンフォーレ甲府：望月達也
- アルビレックス新潟：なし
- カターレ富山：なし
- ツエーゲン金沢：関浩二
- AC長野パルセイロ：吉田悟
- 松本山雅FC：なし
- 清水エスパルス：阪倉裕二
- ジュビロ磐田：鈴木秀人
- 藤枝MYFC：なし
- アスルクラロ沼津：なし
- FC岐阜：田口貴寛
- 名古屋グランパス：なし
- 京都サンガF.C.：大嶽直人
- ガンバ大阪：和田一郎
- セレッソ大阪：小菊昭雄
- FC大阪：平野将弘
- ヴィッセル神戸：吉田孝行
- 奈良クラブ：なし
- ファジアーノ岡山FC：なし
- サンフレッチェ広島：横内昭展
- ガイナーレ鳥取：坂田和也
- レノファ山口：なし
- 愛媛FC：なし
- FC今治：なし
- カマタマーレ讃岐：上村健一
- 徳島ヴォルティス：米田徹
- ギラヴァンツ北九州：なし
- アビスパ福岡：なし
- サガン鳥栖：片渕浩一郎
- V・ファーレン長崎：安達亮
- 大分トリニータ：吉村光示
- ロアッソ熊本：財前恵一
- テゲバジャーロ宮崎：米田兼一郎
- 鹿児島ユナイテッドFC：なし
- FC琉球：なし

## ラグビー
ラグビー日本代表や、企業などのラグビーチームの多くにおいて、ヘッドコーチ（HC）はコーチたちのリーダーとして現場（練習や試合）で指揮をとり、ゼネラルマネージャー（GM）はチーム強化に関する総合マネジメントを行う。
このような分業化により、親代わりのように各選手の面倒をみるそれまでの監督と異なり、たとえ日本文化に詳しくない外国人であっても、現場指揮だけに徹してヘッドコーチに専念することが可能になった。
日本代表では、2005年以降ヘッドコーチは外国人、ゼネラルマネジャーは日本人が担当している。

## アメリカンフットボール
日本の大学アメリカンフットボールチームにおいては、組織のトップとして総監督を置く場合がある。しかし、世界最高峰のアメリカンフットボールリーグであるNFLにおいてはヘッドコーチが現場指揮、指導のトップを意味し、野球における「監督」と類似の役割を担う。